# Theosodon
Theosodon è un genere estinto di mammiferi litopterni, appartenente ai macrauchenidi. Visse nel Miocene inferiore-medio (circa 17 - 12 milioni di anni fa) e i suoi resti fossili sono stati ritrovati in Sudamerica.

## Descrizione
Questo animale doveva avere aspetto e dimensioni simili a quelle dell'odierno lama, ma la corporatura doveva essere più robusta. Il cranio era lungo circa 35 centimetri, e l'intero animale poteva superare i 2 metri di lunghezza e un metro di altezza. Si suppone che Theosodon potesse pesare circa 170 chilogrammi.

### Cranio
Il cranio era stretto e basso, molto lungo; la caratteristica principale era data dall'apertura nasale, posta molto indietro nel cranio e rivolta, oltre che in avanti, anche verso l'alto. Rispetto al più antico Cramauchenia, le narici erano molto più arretrate; una disposizione simile non si riscontra in alcun mammifero attuale. Il profilo del muso era insolitamente appiattito, quasi come quello di un rettile. L'arco zigomatico era lungo e gracile, poco allargato. La cavità glenoide era una depressione circolare, piuttosto concava. L'apertura temporale era piccola, mentre le ossa frontali erano molto grandi trasversalmente e si inserivano anteriormente tra le ossa nasali (molto ridotte). La bizzarra disposizione delle ossa nasali ha inizialmente portato qualche paleontologo a ritenere che fosse presente una corta proboscide, ma è invece possibile che le narici si aprissero in alto sul cranio, prima del muso, e che fossero dirette verso l'alto. La mandibola era piuttosto bassa ma robusta, con un ramo montante poco elevato, e l'articolazione mandibolare era poco al di sopra della serie dentaria.
I molari superiori erano brachiodonti, a corona bassa, e di forma quadrata. Il paracono e il metacono erano selenodonti, e riuniti da un robusto mesostilo. Il protocono e l'ipocono erano quasi identici, riuniti da una cresta longitudinale sul margine labiale. Il cingulum antero-interno era molto sviluppato, così come quello postero-esterno. I molari inferiori erano a forma di doppia mezzaluna.

### Scheletro postcranico
Il collo era lungo e robusto; le vertebre del tronco dovevano essere circa una ventina. Il sacro era lungo e stretto, e la coda doveva essere corta. La scapola era lunga e molto stretta, mentre il bacino era corto e largo. Le zampe erano lunghe e snelle. L'omero era corto, mentre ulna e radio erano allungati, così come la mano. L'omero era robusto e presentava una troclea articolare distale molto semplice; radio e ulna erano separati, ma vicini l'uno all'altra. Il radio, in particolare, era molto gracile. L'articolazione dell'omero non permetteva la rotazione degli arti anteriori, e i due elementi dell'avambraccio erano poco indipendenti. La mano era a tre dita di grandezza quasi uguale. Il carpo era caratterizzato da uno scafoide che si estendeva leggermente sopra il grande osso. L'osso uncinato possedeva una piccola faccetta articolare distale che indica la presenza di un quinto metacarpo vestigiale. Il secondo, terzo e quarto metacarpo erano di grandezza quasi identica, disposti secondo una simmetria mesassonica. Erano piuttosto lunghi, ma quello mediano era un po' più lungo e gracile. Le prime falangi erano sottili e allungate, e quella mediana era meno allungata delle laterali. Le seconde e le terze falangi erano corte e massicce. Le falangi ungueali erano larghe e piatte, e sostenevano zoccoli. 
Il femore era lungo, appiattito e compresso prossimalmente, con un grande trocantere robusto ed elevato e un terzo trocantere poco prominente. La tibia e il perone, ben separati, erano corti; le proporzioni delle ossa delle zampe posteriori erano quindi contrarie a quelle degli arti anteriori. La tibia era robusta e massiccia. Il piede era tridattilo e richiamava quello del successivo Macrauchenia. Il tarso era tipico dei litopterni, con la testa dell'astragalo che si articolava con il navicolare e il cuboide molto distante. La disposizione dei metatarsi era simile a quella dei metacarpi.

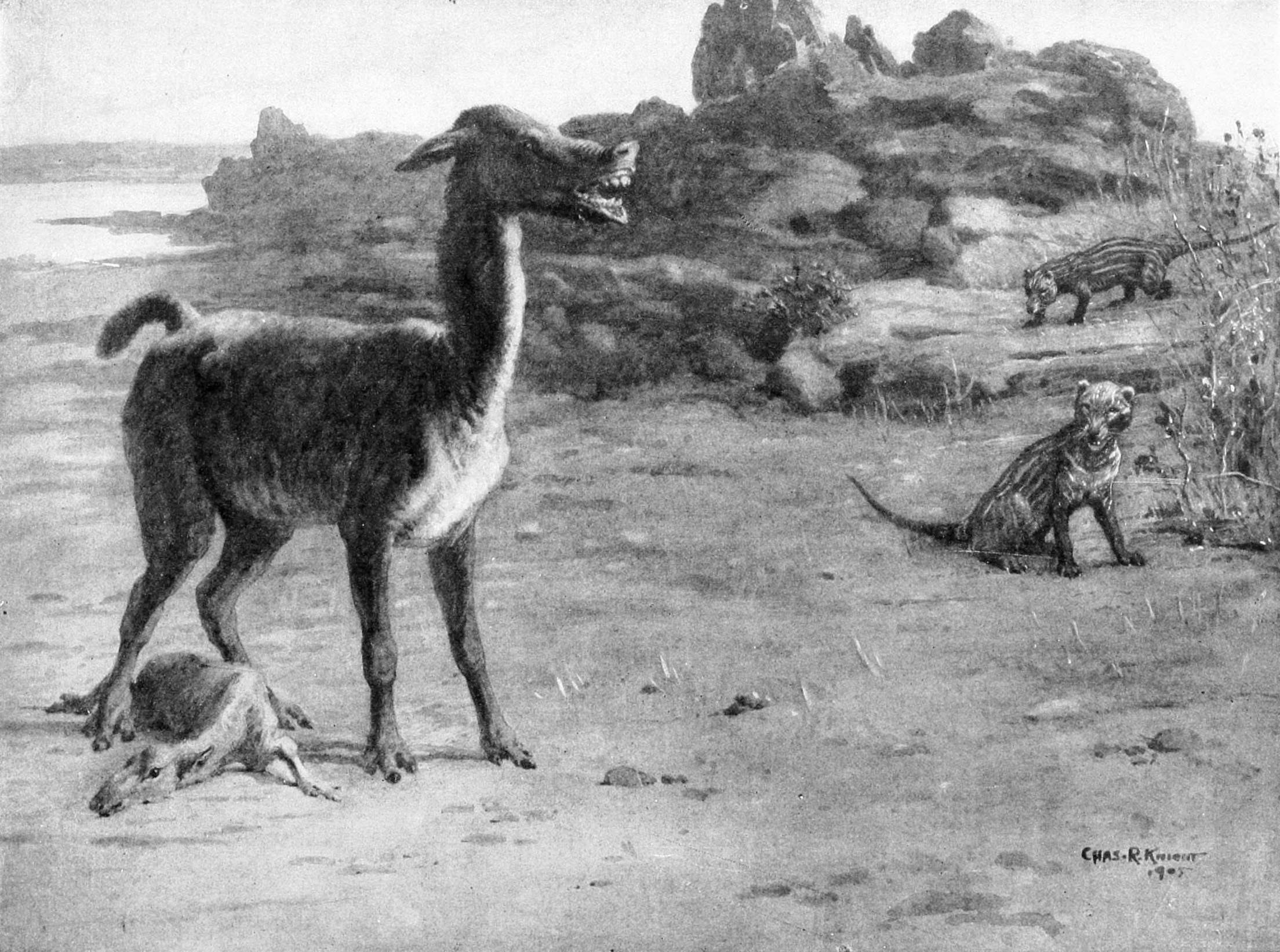
Ricostruzione desueta di Theosodon garretorum e di Borhyaena tuberata

## Classificazione
Il genere Theosodon venne descritto per la prima volta da Florentino Ameghino nel 1887, sulla base di resti fossili ritrovati in terreni della fine del Miocene inferiore in Argentina, nella formazione Santa Cruz; la specie tipo è Theosodon lydekkeri. Successivamente lo stesso Ameghino e altri studiosi classificarono numerose altre specie (T. fontanae, T. garretorum, T. pozzi, T. gracilis, T. karaikensis, T. lallemanti, T. patagonicum), ma è probabile che alcune di queste specie fossero conspecifiche. Nel 2018 è stata descritta un'altra specie forse attribuibile a Theosodon, T. arozquetai, rinvenuta in Bolivia in terreni del Miocene medio. Un'altra specie del Miocene superiore, T. hystatus, descritta originariamente nel 1931, è stata riattribuita al genere Paranauchenia. Altri fossili attribuiti a Theosodon sono stati ritrovati in Cile, Colombia e Perù.
Nonostante le somiglianze con i lama, le parentele del teosodonte non vanno ricercate tra i camelidi, ma tra un gruppo di ungulati primitivi endemici del Sudamerica, i litopterni, che svilupparono una convergenza evolutiva con artiodattili e (in misura maggiore) con i perissodattili. Il teosodonte è un rappresentante della famiglia dei macrauchenidi, di cui costituiva una forma relativamente basale, vicina all'origine delle forme più derivate come Scalabrinitherium, Promacrauchenia, Windhausenia e Macrauchenia.

## Paleoecologia
Il teosodonte doveva essere un mammifero piuttosto agile, che si nutriva di foglie degli alberi. La forma insolita delle narici fa supporre un particolare tipo di stile di vita per questo animale. È possibile che Theosodon avesse narici arretrate e dirette verso l'alto, e che questo fosse un adattamento quando il teosodonte brucava in cespugli e rami particolarmente intricati; possibili equivalenti ecologici, come le giraffe e i gerenuk, possiedono anch'essi narici più alte della norma degli artiodattili. I denti brachidonti e la mandibola piuttosto bassa indicano che Theosodon brucava piante tenere, forse più soffici di quelle di cui si cibavano gli altri litopterni (Cassini e Vizcaino, 2011).